# Yuki Aizu
Yuki Aizu (会津 雄生 Aizu Yuki?, Tokio, 1 de agosto de 1996) es un futbolista japonés que juega como defensa en el Auckland City F. C. de la New Zealand National League.

## Trayectoria
En 2019 se unió al FC Gifu.

## Clubes
| Club                    | País          | Año       |
| ----------------------- | ------------- | --------- |
| FC Gifu                 | Japón         | 2019-2020 |
| F. C. Linköping City    | Suecia        | 2021      |
| F. C. Pirin Blagoevgrad | Bulgaria      | 2022      |
| Hwaseong F. C.          | Corea del Sur | 2023      |
| Auckland United F. C.   | Nueva Zelanda | 2024      |
| Auckland City F. C.     | Nueva Zelanda | 2024-     |

## Palmarés

### Títulos nacionales
| Título                      | Club                | País          | Año  |
| --------------------------- | ------------------- | ------------- | ---- |
| New Zealand National League | Auckland City F. C. | Nueva Zelanda | 2024 |